# Juventud Independiente Tabacundo
El Club Deportivo Especializado Formativo Juventud Independiente Tabacundo (más conocido como JIT) es un equipo de fútbol profesional del cantón Pedro Moncayo, provincia de Pichincha, Ecuador, que se desempeña en la Segunda Categoría del Campeonato Ecuatoriano de Fútbol. Está afiliado a la Asociación de Fútbol No Amateur de Pichincha (AFNA).

## Trayectoria
El equipo fue fundado el 27 de septiembre de 1961 en la ciudad de Tabacundo, cabecera cantonal de Pedro Moncayo. Desde 2012 disputó ininterrumpidamente el torneo provincial de Ascenso de Pichincha hasta el año 2020, en que el club desistió de jugar debido a la pandemia mundial de coronavirus. 
Pese a que la Federación Ecuatoriana de Fútbol no obligó a ningún club de Segunda Categoría a presentarse en 2021 debido a la continuación de la pandemia, el club retornó a competir en el torneo provincial de ascenso de ese año y continuó en la temporada 2022. Tras disputar el torneo provincial de ascenso en 2023, el club volvió a interrumpir su participación en la Segunda Categoría de Pichincha durante 2024.